# أولايمي فيكتور باكاري
أولايمي فيكتور باكاري (بالفرنسية: Olayemi Victor Bakare)‏ (ولد في 18 مارس 1998 في إبادان، نيجيريا) لاعب كرة قدم نيجيري يجيد اللعب في مركز المهاجم. يلعب حاليا لصالح اتحاد الريف البحريني منذ 2022.